# Eupelmus terminaliae
Eupelmus terminaliae är en stekelart som beskrevs av Hafiz 1938. Eupelmus terminaliae ingår i släktet Eupelmus och familjen hoppglanssteklar. Inga underarter finns listade i Catalogue of Life.